# Sei Watanabe
Sei Watanabe (Tòquio, 1950 - Barcelona, 2022), fou un pintor japonès apassionat pel paisatge de la Mediterrània, especialment pels paisatges humits de l'Empordà i Mallorca, la trajectòria del qual està fortament lligada als postulats de la pintura expressionista tal com declarava al diari Baleares l’any 1990: "(...) el sentiment ha de dominar sobre el pensament". També va ser un defensor i facilitador de confluències entre la cultura japonesa i la catalana, participant en projectes com ara la pel·lícula Souvenir de Rosa Vergés.
Es traslladà a Barcelona l'any 1972 on es llicencià el 1978 a l'Escola Superior de Belles Arts Sant Jordi (actualment Facultat de Belles Arts Universitat de Barcelona). Les seves exposicions es varen poder veure principalment a diferents galeries d'art com la Galeria del Born de Barcelona, Helena Ramos, de Cadaqués, Dionis Bennàssar, amb seus a Pollença i Madrid,Joan Oliver Maneu de Palma de Mallorca i al Círculo de Bellas Artes de Palma.
L'any 1990 va rebre la Medalla de dibuix del Salón de Otoño XLIX de Palma de Mallorca.
El seu pare fou el pintor Yuichiro Watanabe.